# Веселковий капіталізм
Веселковий капіталізм (також рожевий капіталізм, гомокапіталізм або гей-капіталізм) — це залучення капіталізму та споживацтва до руху ЛГБТ. Він розвинувся в 20-му та 21-му століттях, коли ЛГБТ-спільнота стала більш прийнятною в суспільстві та розвинула достатню купівельну спроможність, відому як рожеві гроші. Ранній веселковий капіталізм був обмежений гей-барами та гей-саунами, та на початку 21 століття він поширився на більшість галузей промисловості.

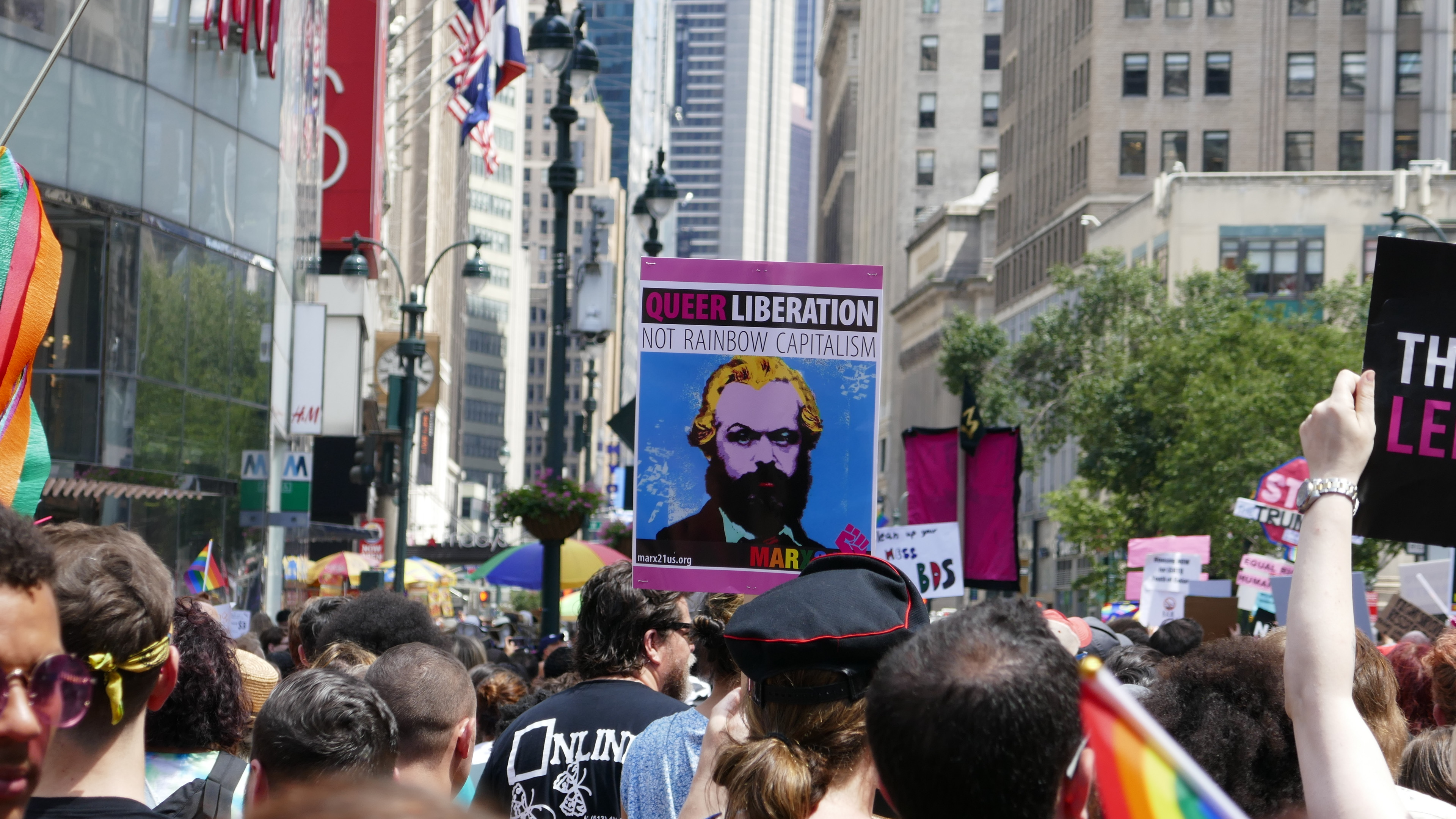
Протест «Queer Liberation» у Нью-Йорку, 30 червня 2019

Маркетинг для ЛГБТ-спільноти відіграв велику роль у соціальному прийнятті ЛГБТ+ людей, включаючи збільшення представлення квірів у засобах масової інформації та рекламі, хоча це увічнило стереотипи щодо геїв. ЛГБТ+ люди частіше бідніші, ніж гетеросексуали, з огляду на інші чинники, і їм часто важче знайти та отримати роботу, хоча в деяких країнах цьому протидіє посилений законодавчий захист. Деякі уряди та політики використовують права ЛГБТ+ для підтримки своєї зовнішньої політики, або підтримуючи тиск на інші країни, щоб вони перейняли захист ЛГБТ, чи напроти протидіючи імміграції з цих країн.
Капіталізм стимулює корпорації заохочувати права ЛГБТ, щоб підвищити задоволеність працівників, розширити споживчу базу та підтримувати позитивний суспільний імідж. Багато керівників корпорацій підтримують спільноту через особисті переконання. Деякі компанії в США критикували за те, що вони номінально підтримують ЛГБТ±спільноту, одночасно підтримуючи політиків, які виступають проти або негативно до ЛГБТ+.
Також негативні наслідки веселкового капіталізму включають те, що прайд стає більш споживацьким, залучаючи людей, які просувають свій союз економічно, а не через активізм. Та невизнання коренів квір-гноблення, суті прайду чи безперервного насильства проти різних частин ЛГБТ±спільноти може призвести до руйнівних наслідків. Видимість місяця прайду має вирішальне значення, проте має бути глибше розуміння та підтримка з боку компаній, яка часто зникає, щойно закінчується місяць прайду.

## Історичний контекст
На думку деяких авторів, глобальна еволюція «рожевого капіталізму» відбувалася паралельно з розвитком сучасного капіталізму на Заході. Незважаючи на те, що історичні дані показують, що розмаїття сексуальних орієнтацій існувало завжди, можна виділити різні періоди розвитку бізнесу, спрямованого на ЛГБТ-спільноту, які сприяли формуванню різноманітних сексуальних ідентичностей. Створення компаній, які обслуговували спільноту, відповідало початку першого руху за права ЛГБТ. Цей перший рух зазнав нападу між Першою та Другою світовими війнами, під час піднесення фашизму в Європі.

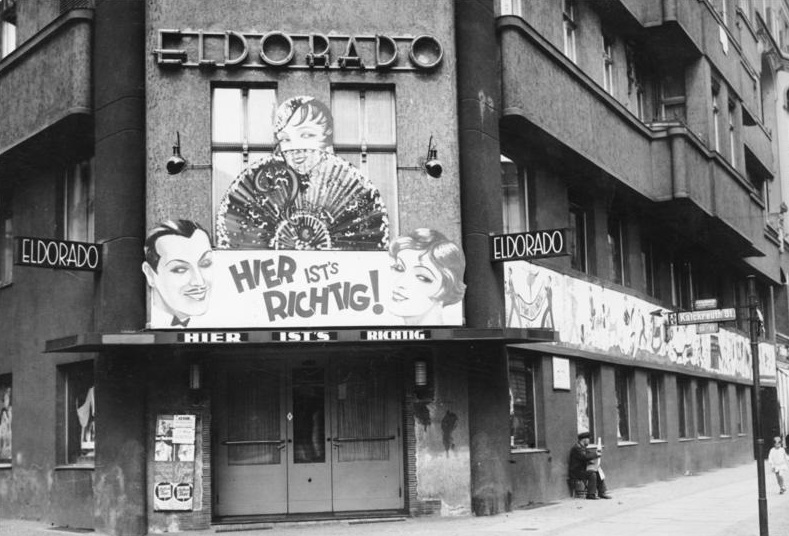
ЛГБТ-клуб Ельдорадо в Берліні 1920-х років

Після Другої світової війни на західну культуру вплинула гомофобія фашизму. Незважаючи на те, що споживання ЛГБТ+ залишалося незначним, протягом цього часу були створені різні асоціації гомофілів, щоб отримати позитивну оцінку гомосексуалізму суспільством, через зустрічі, публікації чи благодійні вечірки. Ці асоціації виступали проти вважання у суспільстві маргіналізованою та збоченою таку поведінку гей-спільноти як розбещеність, круїзинг, проституція, сауни та еротичні журнали.
У США реклама американців-геїв почалася в «підпільних» гей-спільнотах наприкінці 19 століття після того, як урбанізація дозволила цим спільнотам об'єднатися. Продавці часто не знали, що громада, яку вони обслуговували, пов'язана з гей-рухом, хоча багато саун, публічних будинків і барів іноді працювали для гей-спільноти. Переміщення військовослужбовців під час і після Другої світової війни дозволило сформувати гей-квартали, з'явились періодичні ЛГБТ-видання, а рішення Верховного суду 1958 року справи «One, Inc. v. Olesen» легалізувало матеріали, що містять обговорення гомосексуалізму. Стоунволлські заворушення змінили уявлення про ЛГБТ в 1969 році, і спільноту було визнано законним економічним ринком у 1970-х роках. Маркетинг для ЛГБТ ускладнився через кризу СНІДу у США в 1980-х роках, але це також ще більше підвищило обізнаність про гей-спільноту.
Гей-рух викликав негативну суспільну реакцію, частково спричинену пандемією ВІЛ/СНІДу, що у свою чергу, призвело до розвитку ЛГБТ±руху дискримінованими гей-групами. Протягом 1990-х років дискримінація ЛГБТ±спільноти зменшилася, розширивши доступ ЛГБТ-людей до раніше гетеронормативних робочих місць. Це призвело до підвищення купівельної спроможності спільноти, або створення «рожевих грошей». Зокрема, геї становили значну частину цієї купівельної спроможності. Ця тенденція тісно пов'язана з DINK, парами з подвійним доходом та без дітей.

## Механізми

### Соціальне визнання
Капіталістичне пристосування ЛГБТ-спільноти спричинило значне зростання соціальної толерантності до спільноти, сприяючи розширенню їх громадянських і політичних прав. Суспільний імідж сильно змінився через те, що геї все частіше були залучені до реклами, розваг і модних тенденцій. У цих форматах ЛГБТ-спільноту переважно представляли молоді білі геї, та спільнота часто не була репрезентативною для всієї ЛГБТ-спільноти. Телевізійні шоу, такі як Queer Eye, зображували специфічну ідентичність гей-спільноти. Ці думки також поділяли членів гей-спільноти:
У період до геїв молодь варта сексуального обміну, але літні геї не були стигматизовані. З розширенням гей-моделі та інституціоналізацією, формується секс-ринок, де одним із найбільш цінованих товарів та мужності є молодість. Переоцінка молодості, нав'язана гей-стилем, передбачає недооцінку зрілого дорослого чоловіка.

Pink Society, p. 93
Кількість ЛГБТ-дружньої реклами та представництва ЛГБТ у маркетингу зросла на початку 2010-х років завдяки використанню реклами, орієнтованої на спільноту, але це збільшення було зосереджено на конкретних перетинах сексуальності, класу, віку та раси, тоді як більшість із них залишились недостатньо представленими. У 1990-х і 2000-х роках термін «метросексуал» часто використовувався для реклами традиційних ЛГБТ-трендів гетеросексуальним чоловікам. Вважається, що ці концепції принесли значну користь ЛГБТ-спільноті завдяки більшому прийняттю в суспільстві та руйнуванню гендерних норм, але також сприяли увічненню стереотипів щодо ЛГБТ+.
Підприємства часто орієнтуються на те, що їм потрібно заспокоїти лише свій цільовий ринок, а не на широку громадськість, як це відбувається в політиці. Це призвело до того, що підприємства більш схильні сприймати ЛГБТ-осіб і спільноту, а не широку громадськість і правовий захист. Більшість компаній зі списку Fortune 500 встановили політику недискримінації до 2010-х років і гарантували рівні переваги одностатевим парам.

### Економічні аспекти
Відповідно до перепису населення 2000 року, лесбійки, геї та бісексуальні особи та пари в США мають однакову ймовірність бути бідними, ніж гетеросексуальні пари. 7 % одностатевих жіночих пар бідні, 4 % одностатевих чоловічих пар були бідні, з гетеросексуальних пар 5 % були бідними. Після поправки на різні сімейні характеристики ЛГБТ-сім'ї більш бідніші, ніж гетеросексуальні сім'ї.
За дослідженням на червень 2013 у США, у віковому спектрі від 18-44, серед жінок: лесбійки (22,7 %), бісексуальні жінки (29,4 %) та серед чоловіків: геї (20,5 %), бісексуальні чоловіки (25,9 %) перебувають у бідності.
Кілька досліджень, проведених у 1980-х і 1990-х роках, показали, що кількість ЛГБТ-американців, які зазнали дискримінації при працевлаштуванні, коливалася від 16 % до 68 %. Також було виявлено, що геї заробляють на 10-32 % менше, ніж гетеросексуали з такою ж кваліфікацією. Виявилося, що у трансперсон високий рівень безробіття, а ті, хто працював, отримували низькі доходи.
У 21 столітті рух за права геїв створив більший захист для ЛГБТ як працівників і споживачів. У США пристосування ЛГБТ-спільноти за допомогою капіталістичних механізмів призвело до економічного та соціального захисту для спільноти, більшого, ніж передбачено законом. Ця співпраця призвела до створення ресурсних груп співробітників, які дозволяють організаційно покращити працевлаштування ЛГБТ+. Корпорації, які підтримують спільноту на робочому місці, швидше за все, захищатимуть співробітників і керівників ЛГБТ+ понад те, що вимагається законом. Капіталізм також стимулює корпорації впроваджувати політику рівності на роботі для досягнення більшої задоволеності клієнтів. Клієнти, співробітники та партнери більш прихильно сприймають корпорації, які дотримуються політики рівності ЛГБТ на роботі. Корпорації, які впроваджують цю політику, бачать переваги в маркетингових можливостях і загальному покращенні продуктивності.

### Політичні аспекти
Концепція «гомокапіталізму» — це застосування прав геїв і залучення ЛГБТ±спільнот до міжнародної торгівлі та зовнішньої допомоги. У більшості африканських країн одностатеві шлюби вважаються «безбожними, неприродними та неприйнятними», часто посилаючись на релігійні ідеї християнства, ісламу або традиційних африканських релігій. Західні країни, такі як Сполучені Штати та Велика Британія, здійснюють політичний і фінансовий тиск на ці країни, щоб вони запровадили правовий захист для ЛГБТ. Уряд та благодійні фонди іноді бойкотують країни, які відмовляються надавати такий захист. Це на відміну від переважно буддистських та індуїстських країн, де гомосексуальні дії зазвичай не заборонені з релігійних мотивів.
Ультраправі політики, такі як британський депутат Девід Коберн, також використовували питання ЛГБТ+ і переслідування ЛГБТ-меншин в інших країнах для захисту гомонаціоналізму. Гомонаціоналізм, термін, введений квір-теоретиком Джасбіром Пуаром, стосується все більшого визнання прав ЛГБТ+ західними країнами в поєднанні зі співучастю ЛГБТ-осіб та організацій, залучених до націоналістичної політики. Ця ідеологія вперше виникла в контексті війни проти тероризму, оскільки США позиціонували себе як дружні до ЛГБТ+ на противагу, здавалося б, гомофобному мусульманському світу. ЇЇ також використовував ізраїльський уряд, щоб виправдати свою позицію в Ізраїльсько-палестинському конфлікті, порівнюючи його сильніший захист прав ЛГБТ із захистом прав Палестини.
ЛГБТ-люди, які беруть участь в американському антивоєнному русі, критикують ЛГБТ-спільноту за її толерантність до військової діяльності та військової служби. Коли у 2013 році кандидатуру військової інформаторки Челсі Меннінг у правлінні San Francisco Pride було скасовано, місцеві ЛГБТ±групи організували та розповсюдили петиції, стверджуючи, що скасування було політично мотивованим. Антивоєнні активісти також критикували виробників зброї, таких як Axon Enterprise і Raytheon Technologies, за участь у місяці гордості.

### Участь великих корпорацій у ЛГБТ-прайді
Багато корпорацій відзначають Місяць гордості, включаючи його в маркетинг і публічно висловлюючи підтримку ЛГБТ±спільноті. У Сполучених Штатах деякі корпорації піддавалися критиці за надання пожертвувань на кампанію законодавцям, які виступають проти прав ЛГБТ. У 2017—2018 р. AT&T, UPS, Comcast та The Home Depot були визначені Human Rights Campaign як корпорації, які зробили пожертви понад ста законодавцям, які виступають проти ЛГБТ+.
Інші корпорації хвалять за надання матеріальної підтримки ЛГБТ±спільноті під час Місяця прайду. Kellogg's отримали похвалу за святкування Місяця прайду, зробивши пожертви GLAAD і представивши вміст про бажані гендерні займенники. Багато корпорацій випускають продукти на тематику прайду під час Місяця прайду та вносять кошти в некомерційні ЛГБТ+ групи. Adidas, Apple, Disney, Nike, Peloton та інші великі бренди зробили пожертви The Trevor Project та іншим неприбутковим ЛГБТ+ організаціям у 2020 році.
Захист ЛГБТ-працівників призводить до підвищення задоволеності роботою та підвищення продуктивності. Підтримка прав ЛГБТ+ також пов'язана з підвищенням позитивного суспільного іміджу, особливо для корпорацій, які мають високу впізнаваність бренду. ЛГБТ+ працівники в компанії також можуть впливати на імідж корпорації. Присутність відкритих ЛГБТ+ працівників корелює з корпоративною підтримкою прав ЛГБТ, а групи квір співробітників іноді підтримуються корпораціями, надаючи цим групам участь у прийнятті рішень щодо питань ЛГБТ+. Така участь стала фактором часткового скасування Закону «Religious Freedom Restoration Act» в Індіані та законопроєкту «Bathroom bill» в Північній Кароліні.

### Райони
Багато ЛГБТ+ є жертвами джентріфікації. Ці процеси особливо помітні в динаміці гей-районів, які приваблювали ЛГБТ+ їхньою ціновою політикою та соціальною захищеністю, яку забезпечує проживання з іншими сексуальними меншинами. Такі райони, після зниження соціальної стигми зробило їх «модними» але поступово зазнали процесу джентрифікації. Зростання цін витіснило ЛГБТ-спільноту, яка не могла дозволити собі нові витрати. Паралельно з цим, розвивався все більш спеціалізований ринок, навколо і для ЛГБТ-спільноти, продаючи послуги та продукти, призначені виключно для задоволення їхніх потреб. Різні компанії та фірми у свою чергу почали включати захист прав ЛГБТ у політику та кодекси поведінки своїх компаній і навіть фінансувати ЛГБТ-заходи.

Такий вид оцінки соціосексуальних стосунків є характерним для гей-моделювання, яке бере свій початок у новому формуванні концентрованого сексуального ринку компаній через веселковий капіталізм:
В Іспанії ані чоловіче перевизначення гомосексуалізму, ані поширення гей-моделі не були зроблені на основі активного ЛГБТ-руху того часу. […] Проникнення нової моделі здійснювалося через приватні канали: підприємцями, які міметично відтворювали гей-інституції, які вже присутні в інших країнах."
Pink Society, p. 82–84

## Реакція

### Протест
Багато груп протестують проти корпоративної участі та підтримки ЛГБТ-прайду. Коли Прайд Глазго почав стягувати плату за відвідування у 2015 році, група активістів організувала проведення безкоштовного Прайду в Глазго в той самий день і щороку, як безкоштовну альтернативу, яка передбачає протест, а не свято. Під час протестів проти Джорджа Флойда у США у 2020 році деякі групи, як The Okra Project, критикували святкування ЛГБТ-прайду за те, що вони не звертають уваги на проблеми, з якими стикається афроамериканська ЛГБТ-спільнота.
Після ухвалення одностатевих шлюбів в Іспанії члени ЛГБТ±спільноти відчули, що Прайд-парад більше не є демонстрацією протесту, а натомість стає туристичним бізнесом. З 2006 року в передмістях Мадрида щорічно проводиться кілька демонстрацій проти комомодифікації ЛГБТ+, які називаються Альтернативний Прайд або Критичний Прайд (Orgullo Alternativo або Orgullo Crítico). Було проведено перший парад обурених (Orgullo Indignado), який закликав до іншої сексуальності незалежно від економічних показників, яка повинна враховувати стать, етнічну приналежність, вік і соціальний клас, окрім інших ненормативних тілесних ознак. Пізніше подія отримав назву «Критична гордість» (Orgullo Crítico), частково засновану на запереченнях проти рожевого капіталізму.
1. ↑  Rao, Rahul (2015). Global homocapitalism. Radical Philosophy (брит.). № 194. ISSN 0300-211X. Процитовано 6 жовтня 2022.
2. ↑  Drucker, Peter, 1958- Warped: gay normality and queer anti-capitalism.
3. ↑  Albelda, Randy; Badgett, M. V. Lee; Schneebaum, Alyssa; Gates, Gary (1 березня 2009). Poverty in the Lesbian, Gay, and Bisexual Community (англ.). Процитовано 6 жовтня 2022.
4. ↑  Poverty in the Lesbian, Gay, and Bisexual US. с. https://williamsinstitute.law.ucla.edu/wp-content/uploads/Poverty-LGB-Jun-2013.pdf.
5. ↑  THE DIPLOMACY OF HOMOCAPITALISM AGAINST AFRICA: SAME-SEX MARRIAGE AND THE WEST'S PROMOTION OF HOMOSEXUALITY. May 2018. {{cite web}}: |first= з пропущеним |last= (довідка)
6. ↑  Companies Are Using Pride Month to Rainbow-Wash Bombs and Tasers. www.vice.com (англ.). Процитовано 6 жовтня 2022.
7. ↑  Pollak, Michaël (1982). L'homosexualité masculine, ou le bonheur dans le ghetto ?. Communications. Т. 35, № 1. с. 37—55. doi:10.3406/comm.1982.1521. Процитовано 6 жовтня 2022.
8. ↑  'No more rainbow capitalism' as protests shine light on Black trans lives. Reuters (англ.). 1 липня 2020. Процитовано 6 жовтня 2022.
9. ↑  Más de 2.000 personas participan en el Orgullo Crítico 2016 | Periódico Diagonal. www.diagonalperiodico.net. Процитовано 6 жовтня 2022.